# Volínia
|  | Aquest article tracta sobre la regió històrica de Volínia. Si cerqueu la província ucraïnesa, vegeu «Província de Volínia». |

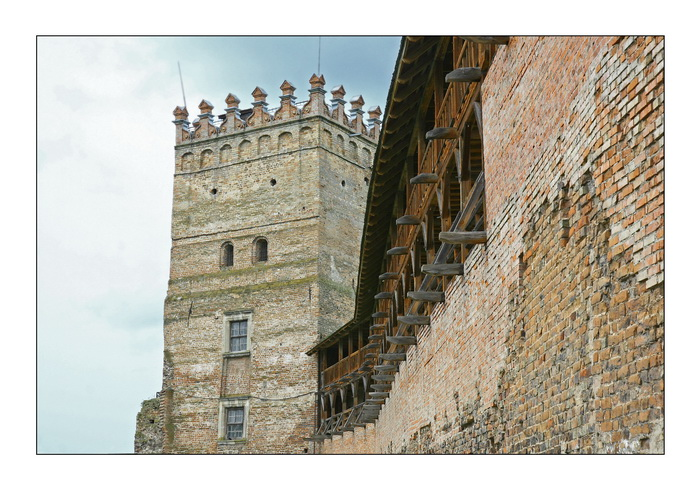
El Castell de Lutsk, seu dels prínceps medievals de Volínia.

Volínia o Volín (en ucraïnès: Воли́нь, Volín) comprèn la històrica regió de l'oest d'Ucraïna localitzada entre els rius Prípiat i Buh Occidental, forma part de la regió històrica ucraïnesa de la Políssia (Полісся). Té frontera pel sud amb les regions històriques ucraïneses de Galítsia o Halytxynà (Галичина́) i de Podíl·lia (Поділля), pel nord amb Belarús i per l'oest amb Polònia. L'àrea és una de les primeres regions a haver estat habitada per pobles eslaus.
La major part de la història Volínia forma part de l'actual Ucraïna independent, de les províncies o óblasts de Volín, Rivne, i parts de les óblasts de Khmelnitski, Jitòmir i Ternópill, mentre una petita part, al voltant de Chełm, es troba actualment en territori polonès (Wołyń).
Principals ciutats: Lutsk (Луцьк, la capital històrica), Jitòmir (Жито́мир), Kòvel (Ко́вель), Krèmenets (Кре́менець), Novohrad-Volinski (Новогра́д-Воли́нський) i Volodímir (Володи́мир).

## Història
Els protoeslaus es van diferenciar dels celtes i els germànics en un llarg període que va de l'III mil·lenni aC a (aproximadament) l'any 1000 aC. Des del primer mil·lenni abans de l'era cristiana ja es troben els trets culturals que caracteritzarien als eslaus, conjunt ètnic que va tenir un dels seus primers assentaments a la Volínia.
El primer esment històric de la ciutat de Hàlytx (Га́лич) data del 981, quan el Rus' de Kýiv es va annexar la Volínia. En efecte, l'inici de la història escrita de Volínia coincideix amb el de la Galítsia (regió que va rebre el seu nom precisament de la ciutat de Hàlytx) en sorgir el Principat de Galítsia-Volínia (Га́лицько-Воли́нське князі́вство, en llatí: Regnum Galiciae et Lodomeriae). El nom de Volínia deriva del territori corresponent a la ciutat de Volodímir. Aquests dos estats fusionats (generalment amb el nom de principat de Volodímir) van succeir el Rus' de Kíiv (és a dir, el nom antic d'Ucraïna fins al segle xviii, en forma llatinitzada: Rutenia) des del segle xii al segle xiv.
El 1206 el principat de Volodímir va passar sota el control del rei Andreu II d'Hongria amb el nom de Lodomeria, que era una llatinització de Volodímir.
Daniel de Hàlytx (Данило Галицький, o Данило I Романович, Danilo Hàlytskíi o Danilo I Romànovitx, 1201-1264) es va constituir en rei de Halytxynà i Volínia entre 1211 i 1264, tot i que va tenir problemes per mantenir el seu poder a causa dels gairebé feudals boiars («senyors»), el qual va facilitar que el regne de Galítsia-Volínia fos obligat a retre vassallatge als kans tàrtars-mongols de l'Horda d'Or.
Després de l'ocàs del principat de Galítsia-Volínia cap a 1340, Polònia i Lituània es van repartir la regió entre 1352 i 1366. Polònia es va quedar amb Galítsia i el sector oest de la Volínia, mentre que el sector est de Volínia va passar al poder lituà.
El 1569, la Volínia va esdevenir província de l'anomenada República de les Dues Nacions, sorgida de la unió de Polònia i Lituània. En aquest període d'hegemonia polonesa nombrosos polonesos i jueus s'hi van establir, alhora que es construïen tant esglésies catòliques com ortodoxes. Al segle xviii s'hi van establir mennonites.
Després del Tercer repartiment de Polònia (1795), la part oriental de Volínia va ser annexada per l'Imperi Rus mentre que la part occidental va passar a control de l'Imperi Austríac juntament amb Galítsia. Després de 1867, sota l'Imperi Austrohongarès, va constituir un principat subordinat d'Àustria anomenat Galítsia i Lodomèria (Galizien und Lodomerien). A la fi del segle xix Volínia era sota el poder dels tsars russos i hi habitaven una mica més de 200.000 alemanys, la major part d'ells emigrats de territoris del «Regne del Congrés» polonès, i també una petita quantitat de colons txecs.
El 1916, durant la Primera Guerra Mundial, la Volínia (com també les regions circumdants) va ser envaïda pel Segon Reich, després de la revolució russa de 1917; i abans de la fi formal de la Primera Guerra Mundial el territori de la Volínia va ser un dels camps de batalla entre diferents forces: els comunistes de l'Exèrcit Roig, els anticomunistes «blancs», els nacionalistes ucraïnesos, i els nacionalistes polonesos.
Cap a 1920 el territori estava sota el control dels soviètics, quedant formalment sancionat aquest control pels límits orientals atorgats llavors a Polònia mitjançant la línia Curzon, però el 1921 després de la guerra poloneso-soviètica pràcticament la meitat occidental de Volínia va passar a formar part del Krezy polonès, amb el nom de voivodat polonès de Volínia (Wołyń, Województwo wołyńskie). Com a reacció a l'ocupació de la regió occidental per Polònia, Stalin, entre 1935 i 1939, deportà els pobladors polonesos de la Volínia Oriental. Aquesta va ser la primera deportació ètnica en la història de l'URSS.

## Persones
- Hayyim Nahman Bialik (1873-1934), poeta hebreu